# Sân bay Meadows Field
Meadows Field (IATA: BFL, ICAO: KBFL, LID FAA: BFL) là sân bay chính của thành phố Bakersfield và thuộc sở hữu của Hạt Kern, California. Meadows Field cũng được gọi là Kern County Airport #1. Sân bay có diện tích 1.257 acre và có hai đường cất hạ cánh.
Dược thành lập những năm 1920, Meadows Field thực sự ở Oildale về phía Bắc của Bakersfield và được dặt tên theo cựu ủy viên sân bay của hạt và là một người tiên phong về hàng không Cecil Meadows. Nhà ga hàng không đầu tiên được di dời ngày 27/1/2006 đến Nhà ga mới xây William M. Thomas, đặt tên theo Hạ nghị viện Hoa Kỳ địa phương này và là người ủng hộ mạnh mẽ sân bay Bill Thomas, người đã vận động Quốc hội để có nguồn kinh phí cho sân bay này. Nhà ga mới nâng cấp các trang thiết bị của sân bay, thêm các jetway, luggage carousel trong nhà, kết nối wireless internet,.... Nhà ga cũ được xây những năm 1950 được chuyển sang thành một nhà ga quốc tế với 10.000 foot vuông với các trang thiết bị hải quan Hoa Kỳ được xây gần nó. Sân bay có 5 hãng đang hoạt động: United Express, American Eagle, Continental, America West, và Delta cung cấp các chuyến bay thẳng tới Los Angeles, San Francisco, Phoenix, Houston, Las Vegas, Denver, và Salt Lake City.

## Các hãng hàng không
- Delta Air Lines
  - SkyWest (Salt Lake City)
- ExpressJet Airlines (Sacramento, San Diego)
- Mexicana (Guadalajara)
- United Airlines
  - SkyWest (Denver, Los Angeles, San Francisco)
- US Airways
  - Mesa Airlines (Las Vegas, Phoenix)